# 黃瑞華
黄瑞华，中華民國法官，現任中華民國最高法院法官。

## 經歷
台灣大學法律研究所碩士，法官訓練所第二十一期結業，之後進入法界服務，曾任台北地院法官、花蓮地方法院與板橋地方法院庭長、宜蘭地方法院院長，現為最高法院法官。在公餘時間，曾進修台大EMBA（企管碩士在職專班）。
2006年11月8日，擔任宜蘭地方法院院長期間，投書媒體，認為陳瑞仁檢察官以國務機要費案，起訴前總統陳水扁，是違憲作為，認為應該要釋憲。遭到司法院長翁岳生關切，黃瑞華表示自己有言論自由。

## 參與案件

### 四汴頭弊案
1997年，爆發四汴頭抽水站工程弊案。擔任地院審判長的黃瑞華，下令收押伍澤元，以貪污罪，將他判處無期徒刑。

### 羅榮洲竊盜案
擔任高院法官期間，審理被告羅榮洲竊盜案，違反「禁止不利益變更原則」，將被告羅榮洲判處有期徒刑一年六個月，並「加判強制工作三年」。該案件定讞後，經最高檢提起非常上訴，才將羅榮洲原本被判決入勞動場所強制工作三年的部分撤銷。
相關判決字號：八十九年度上更(一)字第四四三號、九十七年度台非字第二九三號

### 陳水扁貪瀆案
2006年任宜蘭地院院長的黃瑞華，主動投書媒體質疑陳瑞仁檢察官起訴陳水扁，其國務機要費案的起訴書違憲。

### 台北捷運隨機殺人事件
2016年4月22日，最高法院三審宣判，判決鄭捷四個死刑，褫奪公權終身定讞。承審北捷血案的合議庭受命法官黃瑞華表示，鄭捷案依法判死是困難的決定。黃瑞華坦言，她到現在仍支持廢死。廢死是目標，但目前社會還沒共識。
黃瑞華支持廢死，但也說她不保證不判死。她指出，鄭捷大規模隨機殺人，手段兇殘、冷血，任意無理剝奪他人生命，合議庭依法判死，是無可迴避的選擇。

### 前台北市議員謝明達關說收賄案
前民進黨籍台北市議員謝明達被控在1998年擔任台北市議員時收賄220萬元，利用質詢及調閱資料手段向捷運局施壓喬人事，
一審到高院更三審共15名法官皆判有罪，刑期最高10年2個月.
謝明達(民國45年4月9日生)，台大經濟系畢業、紐約新社會研究學院經濟研究所進修，曾擔任民進黨立委康寧祥國會助理、
民進報首任總編輯、新文化雜誌社社長、第六,第七屆民進黨籍台北市議員。
2018年8月,最高法院由法官黃瑞華承審，在她與庭長陳世淙堅持及主導下，與陪席法官陳宏卿、洪于智及楊智勝經評議後形成無罪判決，
法官黃瑞華表示，謝確實關說人事，但他辯稱收取承包商220萬元是借貸關係，因為無法證明有對價關係，該行為不罰。
合議庭並認定本件非社會矚目、關注的重大案件，罕見地未對外發新聞稿。

## 家庭
黃瑞華先生邱永祥為律師，兩人生有三個女兒。